# Maestro (album)
Pour les articles homonymes, voir Maestro (homonymie).
Albums de Lartiste
Fenomeno
(2015) Clandestino
(2016)
Singles
1. Maestro
Sortie : 2016
2. Combien tu t'appelles ?
Sortie : 2016
3. Missile
Sortie : 2016
4. Amour parano
Sortie : 2016
5. Ils nous connaissent
Sortie : 2016
6. J'arrive pas
Sortie : 2016

Maestro est le 3e album studio du rappeur Lartiste sorti en 2016. L'album est publié par le label Monstre Marin de Maître Gims et Polydor Records.

## Pistes
| No  | Titre                                             | Auteur                                        | Producteur(s)                     | Durée |
| --- | ------------------------------------------------- | --------------------------------------------- | --------------------------------- | ----- |
| 1.  | Montecristo                                       | Youssef Akdim, Gaël Fauchie                   | Youssef Akdim, Alexandre Veckerlé | 3:12  |
| 2.  | Ciao Amigo                                        | Y. Akdim, G. Fauchie                          | Y. Akdim, A. Veckerlé             | 3:29  |
| 3.  | Ils nous connaissent (featuring Clayton Hamilton) | Y. Akdim, Ibrahima Diabate                    | Y. Akdim, A. Veckerlé             | 3:28  |
| 4.  | K-Meha²                                           | Y. Akdim, G. Fauchie                          | Y. Akdim, A. Veckerlé             | 3:18  |
| 5.  | Combien tu t'appelles ? (Acte I)                  | Y. Akdim, G. Fauchie                          | Y. Akdim, A. Veckerlé             | 3:24  |
| 6.  | Missile (Acte II)                                 | Y. Akdim, G. Fauchie                          | Y. Akdim, A. Veckerlé             | 4:21  |
| 7.  | Maestro                                           | Y. Akdim, G. Fauchie                          | Y. Akdim, A. Veckerlé             | 3:35  |
| 8.  | Amour parano (Acte III)                           | Y. Akdim, G. Fauchie                          | Y. Akdim, A. Veckerlé             | 2:58  |
| 9.  | Malhonnête                                        | Y. Akdim, G. Fauchie                          | Y. Akdim, A. Veckerlé             | 2:47  |
| 10. | Hermano                                           | Y. Akdim, G. Fauchie                          | Y. Akdim, A. Veckerlé             | 4:09  |
| 11. | Le pactole (featuring Double M, Melqa)            | Y. Akdim, G. Fauchie, Mohamed M'Barki         | Y. Akdim, A. Veckerlé             | 4:00  |
| 12. | J'arrive pas (featuring Lefa - Acte IV)           | Karim Fall, Y. Akdim                          | A. Veckerlé                       | 3:44  |
| 13. | Zwin & zen                                        | Y. Akdim                                      | A. Veckerlé                       | 4:12  |
| 14. | Détaler                                           | Y. Akdim, G. Fauchie                          | A. Veckerlé                       | 3:08  |
| 15. | Ça me va                                          | Y. Akdim, Sidi Ahmed Taanoun, Nordine Achalhi | Y. Akdim, A. Veckerlé             | 3:58  |

## Classements
| Classement (2016)            | Meilleure position |
| ---------------------------- | ------------------ |
| Belgique (Wallonie Ultratop) | 13                 |
| France (SNEP)                | 4                  |

## Certifications
| Région | Certification | Ventes/Streams |
| --- | ------------- | -------------- |
| France (SNEP) | Platine       | 100 000‡       |
| *Ventes selon la certification ^Mise en rayon selon la certification xNon précisé par la certification ‡ventes/streaming selon la certification |               |                |